# Baszta Senatorska na Wawelu
Baszta Senatorska (zwana także Lubranką) – najwyższa z trzech w pełni zachowanych baszt na Wawelu. Wraz z basztą Sandomierską tworzy unikatowy zespół tzw. baszt ogniowych. 

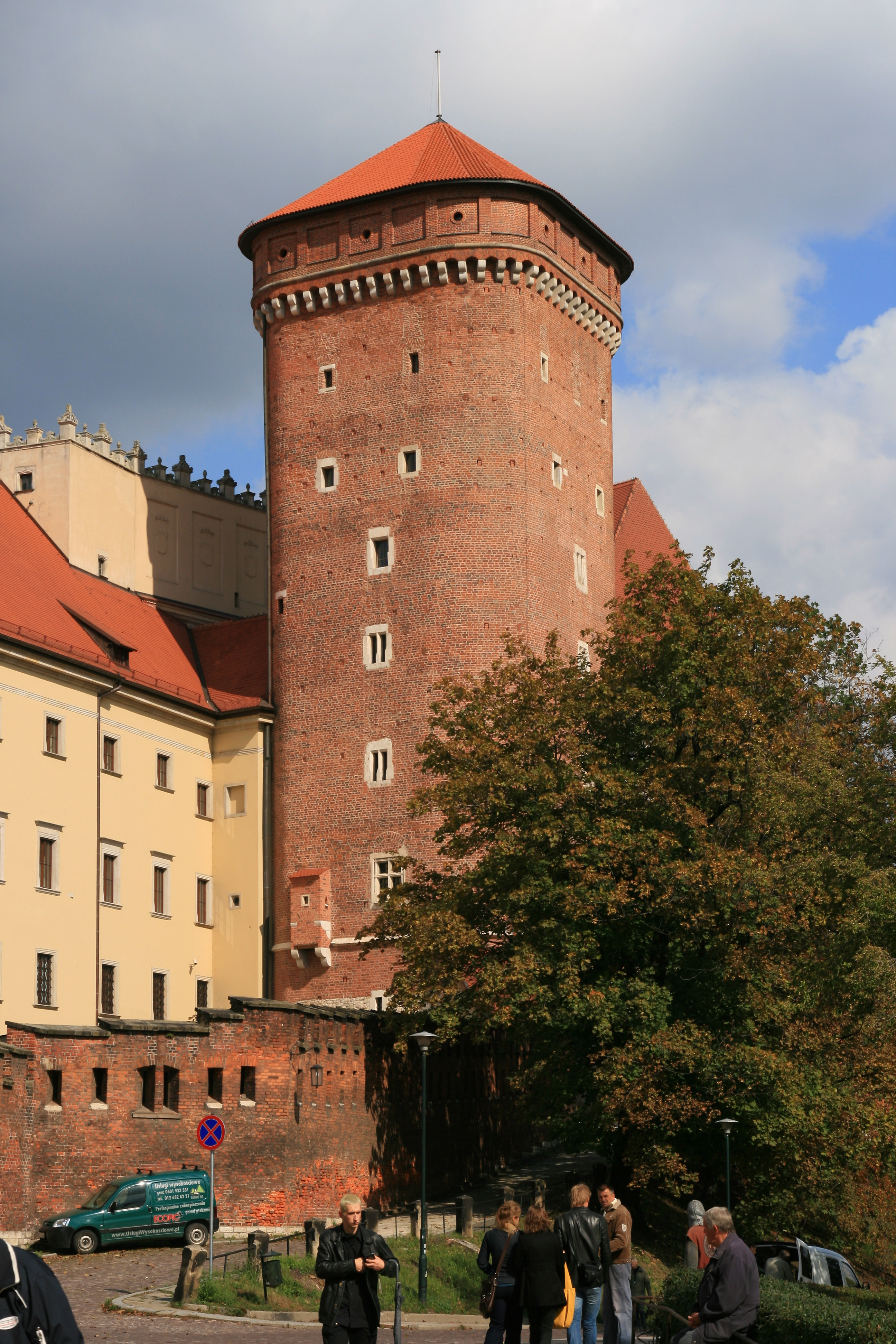
Widok z Ulicy Bernardyńskiej

Wzniesiona została prawdopodobnie pomiędzy rokiem 1447 a 1460 w czasach panowania Kazimierza Jagiellończyka, w celu wzmocnienia obronności zamku po rozpowszechnieniu się nowych rodzajów artylerii. W dolnych kondygnacjach z kamienia, w górnych z cegły. Komunikację pionową zapewniały schody umieszczone w grubości muru. Niedługo po wybudowaniu podjęto decyzję o podwyższeniu baszty nakrywając ją wysokim stromym dachem. Około 1517 roku wykuto w murze parteru nową strzelnicę. W 1534 roku wieżę połączono z południowym skrzydłem pałacu królewskiego i przebudowano dolne kondygnacje, m.in. z przeznaczeniem na komnatę dla „młodego króla” tj. Zygmunta Augusta. Według Kroniki Bielskiego w 1595 r. została obniżona najwyższa kondygnacja powyżej kroksztynów „dla wielkiego ciężaru, który na sobie miała”. Wtedy też powstało zwieńczenie z płycinowymi podziałami i okrągłymi okienkami. Jej najstarsza nazwa, Lubranka, pochodzi od nazwiska prokuratora generalnego zamku, Grzegorza z Lubrańca. W XVII i XVIII w. nazywaną ją także Olbramką, Wolbromką i Skarbową. Ostatecznie przyjęła się nazwa baszty Senatorskiej. W październiku 1536 roku pożar zniszczył basztę, którą wyremontowano w latach 1540–1543. W 1584 roku w pobliżu baszty ścięto Samuela Zborowskiego.
Baszta była wielokrotnie uszkadzana przez pożary, m.in. w 1656 r. w czasie okupacji szwedzkiej, i odnawiana. Około roku 1858 została przebudowana (podobnie jak inne baszty wawelskie) przez Austriaków, z usunięciem spadzistego dachu i wprowadzeniem pseudogotyckiego krenelaża. Dalsze niekorzystne przeróbki miały miejsce w okresie okupacji hitlerowskiej w latach 1940–1943, gdy zlikwidowano wykusz latrynowy, wykuto okno na parterze, usunięto sklepienie w piwnicy i w miejscu historycznego wejścia umieszczono kominek. Około 1965 roku wymieniono zniszczony pseudogotycki krenelaż z czasów zaborów. Wielokrotnie proponowane przywrócenie historycznego kształtu baszty z nakryciem dachem zostało zrealizowane dopiero w latach 2002–2003 według projektu arch. Piotra Stępnia przy współpracy dr inż. Stanisława Karczmarczyka. Dach pokryto dachówką mnich-mniszka i zrekonstruowano wykusz latrynowy zniszczony przez niemieckich okupantów. Prace te połączone były z konserwacją całości murów baszty.